# Fasciospongia costifera
Fasciospongia costifera är en svampdjursart som först beskrevs av Jean-Baptiste Lamarck 1814.  Fasciospongia costifera ingår i släktet Fasciospongia och familjen Thorectidae. Inga underarter finns listade i Catalogue of Life.